# 伊弉諾神社 (生駒市)

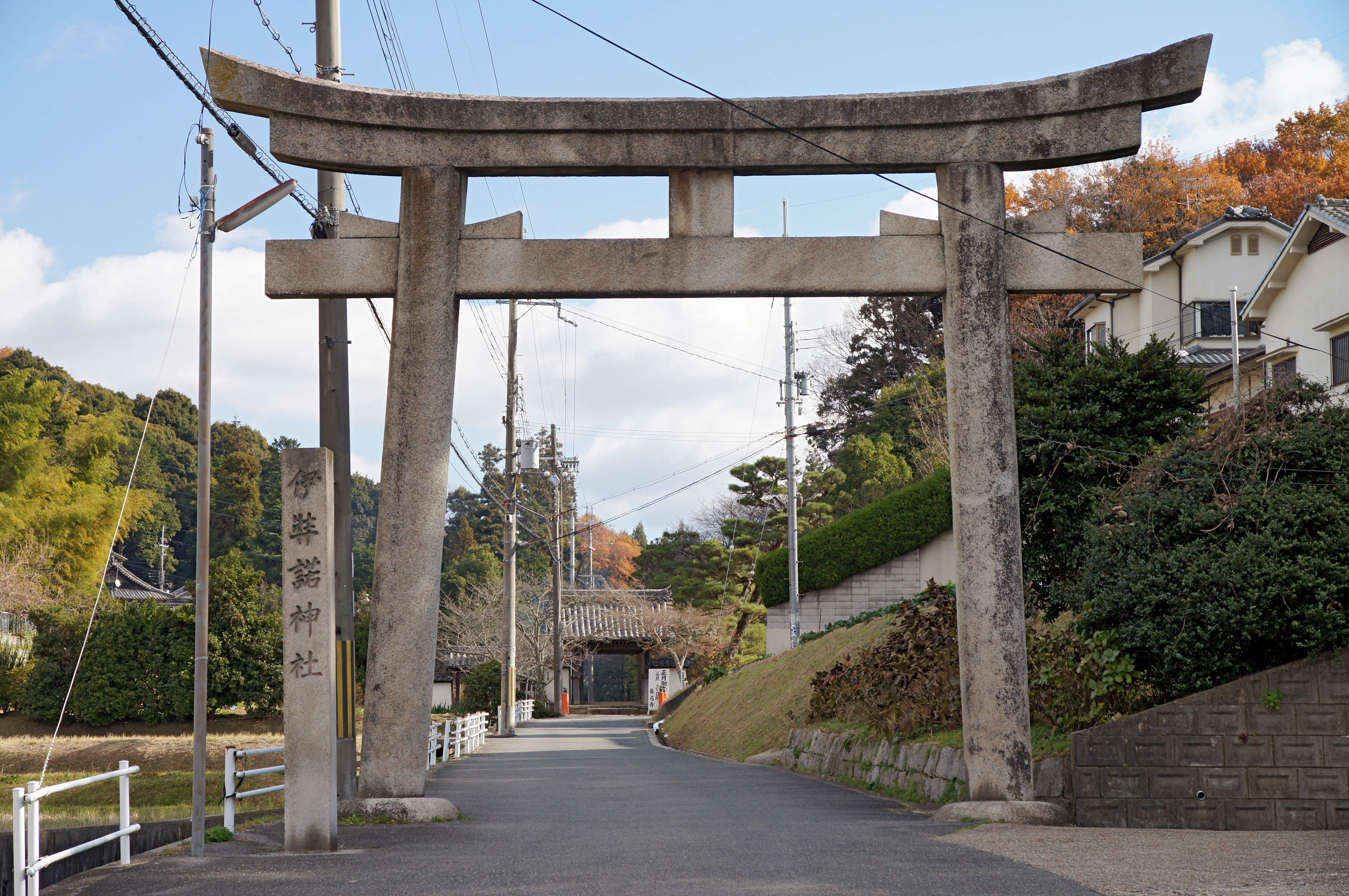
伊弉諾神社 鳥居

伊弉諾神社（いざなぎじんじゃ）は、奈良県生駒市にある神社。式内社（大）で、旧社格は村社。長弓寺のかつての鎮守社でその境内に鎮座する。

## 歴史
延喜式神名帳の添下郡の伊射奈岐神社に比定されるが、同郡の登弥神社とする説もある。天平18年（746年）の長弓寺の建立にあたり、鎮守として牛頭天王を大宮、八王子を若宮に祀って、牛頭天王社として創建された。
貞観元年（859年）に従五位下から従五位上に昇叙したことが記述されている。江戸時代まで寺僧の第一臈が神職を務めた。また、文明6年（1474年）の火災の記録がある。
明治時代の神仏分離によって長弓寺から独立し、祭神が牛頭天王から素盞嗚命に替わり、新たに伊邪那岐命も加えられた。
近代社格制度で村社に列せられている。
寺の総門前の大鳥居が境内を総括し、境内には桃山時代の石灯籠がある。

## 祭神
- 主祭神 - 伊邪那岐命、素盞嗚命、大己貴命

## 境内
- 本殿
- 拝殿（割拝殿）
- 舞殿
- 素盞鳴神社
- 熊野神社・厳嶋神社
- 善女竜王社
- 社務所

## アクセス
- 近鉄奈良線富雄駅より奈良交通バス（高山方面行き）「生駒上町」下車、徒歩10分
- 近鉄奈良線学園前より奈良交通バス（学研北生駒駅行き）「真弓4丁目」下車、徒歩15分